# Zentrale Ausnüchterungseinheit

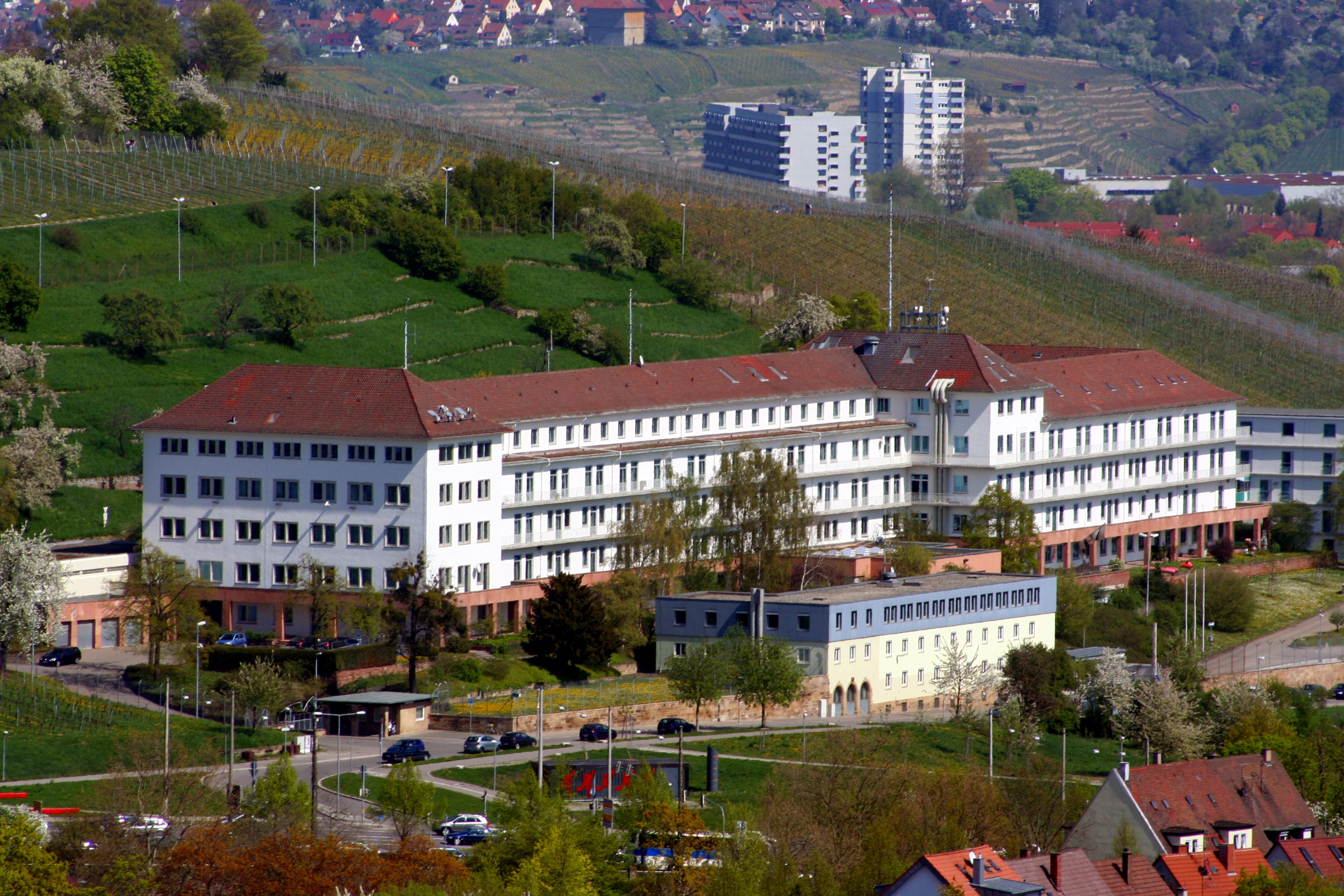
Polizeipräsidium Stuttgart mit Sitz der ZAE

Die Zentrale Ausnüchterungseinheit (ZAE) ist eine Kooperationeinrichtung der Polizei Stuttgart und Ärzteschaft Stuttgart zur Unterbringung und Ausnüchterung von betrunkenen oder aufgrund Drogenkonsums hilflosen Menschen.

## Geschichte
In den Jahren 1986 bis 1999 starben in den Zellen der Polizei Stuttgart 19 Menschen, davon 14 infolge von Alkoholmissbrauch und dies, obwohl jede hilflose Person vor der Aufnahme in den Gewahrsam ärztlich untersucht wurde und wenn notwendig individuelle Überwachungszeiten eingehalten wurden.
Daher wurde am 1. November 2001 die Zentrale Ausnüchterungseinheit (ZAE) im Polizeipräsidium Stuttgart in Kooperation mit der Ärzteschaft Stuttgart eröffnet. Diese besteht aus 15 videoüberwachten Plätzen mit fünf Einzelzellen für renitente oder gewalttätige Personen, einer Doppelzelle für Frauen und zwei Vierer-Großraumzellen für Männer. Die Betriebszeiten sind Nachts zwischen 20.00 und 6.00 Uhr, bei der nach richterlichem Beschluss die betrunkenen und hilflosen Personen unter ärztlicher und pflegerischer Betreuung unter Gewahrsam genommenen und überwacht werden.
Die Polizei ist hierbei für den allgemeinen Dienstbetrieb, die Aufnahme und Entlassung sowie die mit dem Gewahrsam verbundenen rechtlichen Eingriffsmaßnahmen zuständig. Die ärztliche und pflegerische Betreuung überwacht die während der Ausnüchterung eventuell auftretenden Komplikationen, kritische Veränderungen im Gesundheitszustand oder Verletzungen und kann im Notfall sofort mit der medizinischen Versorgung eingegriffen werden.
Die durch die Einbringung entstehenden Kosten in Höhe von 185 € werden den Eingewiesenen im Nachgang in Rechnung gestellt. Das in Deutschland einmalige Konzept aus polizeilicher und ärztlicher Betreuung wurde im Jahr 2010 von der Stadtpolizei Zürich übernommen. In Hamburg gab es zwischen 1974 und 2015 mit der ZAB ein ähnliches Konzept, das mit Feuerwehrleuten und einem DRK-Sanitär betrieben wurde, aber aus finanziellen Gründen geschlossen wurde.